# 하치노헤 대교

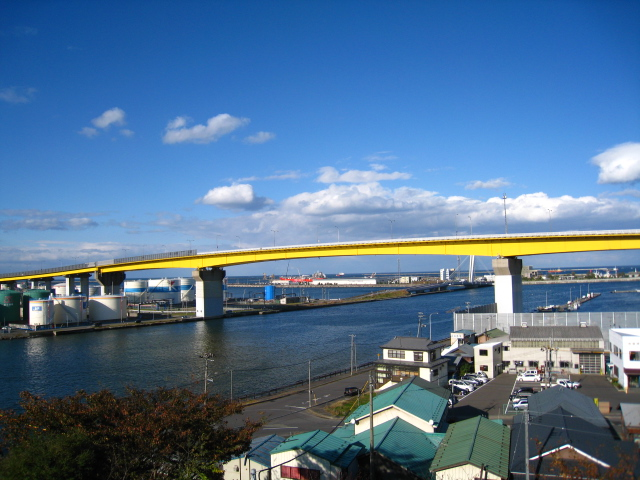
하치노헤 대교

하치노헤 대교(일본어: 八戸大橋 하치노헤오오하시[*])는 아오모리현 하치노헤시에 있는 다리이다. 하치노헤 항에 위치하고 있으며, 1976년에 개통했다. 다리 길이는 1323.7m이다. 하치노헤 항의 해안 항만 도로를 연결시키고있다.